# PhonePe
PhonePe est une entreprise indienne de paiements numériques et de services financiers, fondée en 2015 par Sameer Nigam, Rahul Chari et Burzin Engineer,.
PhonePe est une application mobile qui permet aux utilisateurs d'effectuer des paiements en ligne, en magasin et hors ligne. L'application utilise la technologie UPI (Unified Payments Interface).